# أونال قاجر
أونال قاجِر (بالتركية: Ünal Kacır)‏, (ولد: 13 يناير 1953, شبين قره حصار في غيرسُنْ, تركيا) سياسي تركي. ونائب سابق في البرلمان التركي لأكثر من دورة ممثلا عن حزب العدالة والتنمية.